# Стоун, Лара
Лара Катерина Стоун (англ. Lara Catherina Stone; род. 20 декабря 1983 года, Гельдроп, Нидерланды) — нидерландская супермодель.
19 февраля 2010 года стала моделью номер один в списке 50 лучших моделей, а в сентябре 2012 года переместилась в список «Иконы индустрии» по версиям models.com. Была также помещена на 9-ю строчку в списке 20 самых сексуальных моделей того же сайта.

## Биография
Лара Стоун родилась в маленьком нидерландском городке Гельдроп. Её мать — Катарина Стоун была нидерландкой, а отец — Майкл Стоун англичанином. Была впервые замечена представителями мира моды в парижском метрополитене, когда ей было 14, и в 15-летнем возрасте она уже приняла участие в конкурсе Elite Model Look. Несмотря на то, что Лара не выиграла, она поразила руководство Elite и подписала контракт с Elite Model Management, тем самым начав карьеру модели.

## Карьера

### Прорыв, 2006—2008
В 2006 году Стоун оставила Elite и подписала контракт с международным агентством IMG Models. В январе она дебютировала на подиуме, когда Риккардо Тиски поставил её в своё Givenchy шоу от кутюр в Париже. Позднее в том же году она стала эксклюзивной моделью Calvin Klein. 2007 год стал более удачным, когда её сходство с Брижит Бардо было отмечено в мартовском номере журнала Vogue Paris. В апреле она появилась уже на обложке этого издания. «Иногда девушка просто цепляет тебя» — сказала редактор журнала Карин Ройтфельд. Критик моды в The New York Times Кэти Хорин назвала её «анти-моделью» в своём блоге On the Runway (рус. на подиуме), описывая её как нетипичного для подиума андроида с отстоящими друг от друга передними зубами, остолбеневшим лицом и походкой Ларча, которая может быть объяснена её небольшим размером обуви — 37,5 — обувь для подиума как минимум на размер больше. Все эти разговоры вокруг Стоун побудили New York Magazine поставить её на 2-ю строчку их Top Ten Models to Watch (рус. 10 лучших моделей, на которых стоит обратить внимание) во время недели моды в Нью-Йорке.
Стоун открывала шоу для Giles Deacon, Isabel Marant, Christopher Kane, Fendi и Max Mara, и закрывала для Diesel, Marc Jacobs, Stella McCartney и Balmain. Она получила также престижный «полуэксклюзивный» статус в Prada, означающий, что она не могла участвовать ни в каких других показах во время недели моды в Нью-Йорке и в Милане до показа Prada.
Её кампании сезона весна/лето 2008 включали Givenchy, Belstaff, Just Cavalli и H&M. Агент по кастингу Джеймс Скалли, определяющий список моделей для участия в лучших показах, высказывался в адрес Стоун так:

За всю мою карьеру я могу сосчитать на пальцах одной руки моделей, чьи внешность и фигура настолько не от мира сего, что они могут заставить замолчать всех присутствующих и остановить уличное движение. Этот пристальный взгляд и сексуальное тело! Я уверен, она даже не подозревает, насколько сильная и завораживающая у неё красота, и это не удивительно, что каждый выпуск Paris Vogue становится объяснением ей в любви. Она не умеет плавно двигаться, но это же не мешало Стефани Сеймур.
В сезоне осень/зима 2008 Лара была замечена в CK, Givenchy, Belstaff, Hugo Boss Orange, Calvin Klein Cosmetics и Jil Sander. Стоун стала одной из моделей, выбранных для четырнадцати обложек журнала V в сентябрьском номере 2008 года. На обложках были размещены портреты знаменитых моделей, выполненные Инез ван Ламсвеерде и Винудом Матадином, как подтверждение их принадлежности к клану ведущих представительниц эры супермоделей.

### It Girl, 2009-настоящее время
В 2009 году Лара Стоун приняла участие в съёмке для календаря Пирелли вместе с Малгосией Бела, Дарьей Вербовой, Мариякарлой Босконо, Эмануэлой де Паула и Изабели Фонтана.
В февральском номере Vogue Paris 2009 года, в котором Стоун удостоилась обложки, модель заметила, что не любит подиумы, так как с её необычно маленькой для человека такого роста ступнёй ей трудно подобрать обувь. Фото Стоун было помещено на обложку августовского номера W за 2009 год, где её объявили «Fashion’s It Girl» (рус. совершенством мира моды) — самым желанным лицом и телом в модельном бизнесе. Vogue Paris назвал её одной из 30 лучших моделей 2000-х. В мае 2009 года Стоун дебютировала в американском Vogue, появившись на обложке вместе с Лией Кебеде, Анной Ягодзинской, Натальей Водяновой, Кэролайн Трентини, Джордан Данн, Ракель Циммерман, Наташей Поли и Изабели Фонтана, как одна из «Faces of the Moment» (рус. Лица мгновения). Этот выпуск стал необычным, потому что на обложке были представлены модели, а не знаменитости. Однако за этим большим успехом по всему миру последовали высказывания, осуждающие её отношение к расовому вопросу, ставшие следствием её появления в редакторской статье французского Vogue за октябрь 2009 года. Её лицо и тело на этих фото были искусственно затемнены, чтобы создать эффект, что она темнокожая.
В 2010 году Стоун заменила Сашу Пивоварову, став новым лицом духов Prada, Infusion d’Iris в серии снимков, выполненных Стивеном Мейзелом. Среди других её появлений в сезоне весна/лето — Louis Vuitton, Versus by Versace Fragrance, Jaeger и H&M. В том же году её внешность породила новый тренд в модельном бизнесе — повышенную популярность блондинок с большими губами и щербинкой между зубами, таких, как Джорджия Мэй Джаггер, Линдси Виксон и Эшли Смит. Её внешность даже вдохновила Тайру Бэнкс на то, чтобы увеличить количество участниц с подобной особенностью внешности в 15-м сезоне шоу Топ-модель по-американски.
Стоун вошла в историю моды, подписав эксклюзивную сделку с компанией Calvin Klein Inc., сделавшей 26-летнюю модель лицом Calvin Klein Collection, ck Calvin Klein и Calvin Klein Jeans осенью 2010-го. Особенностью этого выбора стало первое за долгие годы желание дома моды использовать одну модель сразу для трёх своих брендов и эксклюзивное участие Стоун во всех рекламных мероприятиях и показах Calvin Klein осенью 2010 года. В конце года она выиграла British Fashion Awards в категории Модель года 2010, надеясь, что это наконец-таки даст ей хоть какое-то общественное признание.
Стоун приняла также участие в фотосъёмке для календаря Пирелли Карла Лагерфельда за 2011 год.
Также ей довелось войти в историю в связи с тем, что британский Vogue UK впервые за 95 лет существования издания выпустил мульти-обложку, где Лара Стоун появилась на одной из трёх обложек майского выпуска журнала Vogue UK, приуроченного к одной из самых ожидаемых свадеб года — Свадьбе принца Уильяма и Кэтрин Миддлтон.
В мае 2010 года Лара дебютировала в списке Forbes World’s Top-Earning Models (рус. самые высокооплачиваемые модели мира) на 7-м месте с приблизительным доходом в $4.5 миллионов, но вышла на 8-е место с доходом в $3.8 миллионов в 2012 году по версии того же журнала.

## Личная жизнь
В 2010—2015 года Лара была замужем за актёром Дэвидом Уолльямсом. У бывших супругов есть сын — Альфред Уолльямс, который родился 6 мая в 2013 году.
В декабрьском номере Vogue UK за 2009 год Стоун призналась, что проходила стационарное лечение от алкоголизма в этом году.